# Stephan Weil
Stephan Weil (Hamburg, 1958.  december 15. –) német szociáldemokrata politikus, 2013 és 2025 közöttaz Alsó-Szászország miniszterelnöke volt, 2012-től az alsó-szászországi SPD elnöke.

## Életpályája
Családjával együtt 1965-től Hannoverben él. 1978-tól a Göttingeni Egyetemen jogtudományt tanult.
1987-től ügyvédként dolgozott Hannoverben. 1989-től államügyészként és bíróként dolgozott.
1994 és 1997 között az igazságügyi minisztériumban dolgozott majd 2006-ig a hannoveri városházban.
2013-tól a Alsó-Szászországi tartományi parlament (Landtag) képviselője lett.
2013. november 1. és 2014 október 31. között a Bundesrat (Szövetségi Tanács) elnöke volt.

## Fordítás
- Ez a szócikk részben vagy egészben  a   Stephan Weil című német Wikipédia-szócikk fordításán alapul.  Az eredeti cikk szerkesztőit annak laptörténete sorolja fel. Ez a jelzés csupán a megfogalmazás eredetét és a szerzői jogokat jelzi, nem szolgál a cikkben szereplő információk forrásmegjelöléseként.